# Рыбаков, Валентин Владимирович
Валентин Владимирович Рыбаков (13 января 1908, Санкт-Петербург, Российская империя — 3 декабря 1982, Свердловск, РСФСР, СССР) — полный кавалер ордена Славы, командир стрелкового отделения 218-го стрелкового полка (80-я стрелковая дивизия, 59-я армия, 1-й Украинский фронт), старшина.

## Биография
Родился 13 января 1908 года в Санкт-Петербурге в семье рабочего.
Окончил семилетнюю школу. Трудовую деятельность начал каменщиком на обувной фабрике «Скороход». В Красную Армию был призван в 1939 году. Принимал участие в Советско-финской войне.

## Подвиги
На фронте с июня 1941 года. Участник обороны Ленинграда. Воевал на Волховском и Ленинградском фронтах. В августе 1942 года был ранен, в феврале 1943 года снова был ранен.
10 января 1944 года разведчик 173-го стрелкового полка 90-й стрелковой дивизии Рыбаков в составе разведгруппы у деревни Ершово (ныне Псковский район Псковской области), зайдя в тыл противника, забросал дзот гранатами, уничтожил 13 солдат противника, одного взял в плен. За этот подвиг приказом № 6/н по частям 90-й стрелковой дивизии от 18 января 1944 года был награждён орденом Славы III степени.
17 января 1945 года в ходе Висло-Одерской операции в боях за Сандомирский плацдарм старшина командир стрелкового отделения 218-го стрелкового полка 80-й стрелковой дивизии 1-го Украинского фронта Рыбаков с разведгруппой уничтожил 6 солдат противника. 19 января 1945 года у Подзамче (возле города Краков, Польша Рыбаков с разведгруппой уничтожил 3 немецкий солдат и вывел из строя пулемёт противника. За этот подвиг приказом № 9/н по войскам 59-й армии от 2 февраля 1945 года был награждён орденом Славы II степени.
3 марта 1945 года командир отделения старшина Рыбаков вместе с отделением возле Гросс-Шиммендорф (южнее города Оппельн, Германия, ныне Ополе, Польша) четыре раза отбивал контратаки противника, уничтожив пулемёт с расчётом, свыше 15 солдат противника). 30 марта 1945 года в 4 километрах к юго-западу города Нойштадт, Германия (ныне Прудник, Польша) первым ворвался на высоту и вместе с отделением удерживал её, уничтожив свыше 20 солдат противника. За этот подвиг Указам Президиума Верховного Совета СССР от 27 июня 1945 года был награждён орденом Славы I степени.

## Послевоенные годы
В 1945 году был демобилизован, после переехал в Свердловск, где работал каменщиком в управлении «Химстрой».
Скончался 3 декабря 1982 года. Похоронен на Нижнеисетском кладбище.

## Награды
За боевые подвиги был награждён:
- 18.01.1944 — орден Славы III степени (орден № 19817);
- 02.02.1945 — орден Славы II степени (орден № 10122);
- 27.06.1945 — орден Славы I степени (орден № 1117).

Также награждён медалью «За оборону Ленинграда» (22.12.1942).